# Pinnacle (Carolina del Norte)
Pinnacle es un lugar designado por el censo ubicado en el condado de Stokes en el estado estadounidense de Carolina del Norte. La localidad en el año 2010, tenía una población de 894 habitantes.

## Geografía
Pinnacle se encuentra ubicado en las coordenadas 36°19′28.44″N 80°25′27.52″O / 36.3245667, -80.4243111.